# Bad Laer
Bad Laer is een plaats in de Duitse deelstaat Nedersaksen, gelegen in de Landkreis Osnabrück. De stad telt 9.151 inwoners. Naburige steden zijn onder andere Bad Essen, Bad Iburg en Bad Rothenfelde.

## Indeling der gemeente
De gemeente Bad Laer had op 30 juni 2019 (volgens de bevolkingsstatistiek op de website van de Landkreis Osnabrück) in totaal 9.170 inwoners.
Zij bestaat uit de volgende plaatsen (Ortsteile):
- Laer (62%) , zetel van het gemeentebestuur
- Remsede (12,5%) , ten noord-noordoosten van de plaats Laer
- Müschen (9%) , ten zuidoosten van de plaats Laer
- Hardensetten (8,5%), aan de zuidwestrand van de plaats Laer
- Westerwiede (4,5%), ten noorden van de plaats Laer
- Winkelsetten (3,5%), aan de zuidrand van de plaats Laer.

Sinds 2007 worden de bevolkingscijfers van de gemeente niet meer uitgesplitst per Ortsteil. De getallen tussen haakjes zijn een geschat aandeel van het Ortsteil in de totale bevolking van de gemeente. Uitgegaan is van de laatste uitgesplitste cijfers van het jaar 2006.
Bad Laer is een plaats met een sterk rooms-katholieke inslag; de grote meerderheid van de christenen in de gemeente hangt deze gezindte aan.

## Ligging, verkeer, vervoer
Bad Laer ligt aan de zuidwestkant van het Teutoburger Woud, en aan de noordrand van een zich verder in Noordrijn-Westfalen uitstrekkend, tamelijk vlak, gebied met veel landbouw en veeteelt.

### Buurgemeenten
Bad Laer grenst in het westen aan Glandorf (dat tot 1981 een deel van de gemeente Bad Laer was), in het noorden aan Bad Iburg, in het oosten aan Hilter am Teutoburger Wald en Bad Rothenfelde en ten slotte in het zuiden aan twee gemeenten in  Noordrijn-Westfalen, te weten Versmold (Kreis Gütersloh) en Sassenberg (Kreis Warendorf).

### Wegverkeer
Bad Laer ligt aan een hoofdweg (geen Bundesstraße) van Glandorf in het westen naar het 9 km verwijderde  Dissen in het oosten.  Nabij Dissen is een afrit van de Autobahn A 33. Een binnenweg van ca. 8 km lengte leidt noordwestwaarts naar Bad Iburg, dat via de Bundesstraße 51 met de Autobahn A30 en verderop de stad Osnabrück is verbonden (afstand respectievelijk 11 en 13 km).

### Openbaar vervoer
Het spoorlijntje, waaraan Bad Laer ligt, is alleen in gebruik als museumspoorlijn. Er rijden af en toe toeristentreintjes van de Teuto-Bahn en de Osning-Bahn.
Er rijden ieder uur lijnbussen van Bad Laer naar Bad Rothenfelde en naar Osnabrück v.v., en minder frequente bussen naar Glandorf en Münster.

## Economie
De gemeente leeft, gezien de ligging in het Teutoburger Woud en de status van kuuroord,  vooral van het toerisme.
De groothandel in medicijnen Sanicare heeft in Bad Laer zijn hoofdkantoor en een gezondheidscentrum. Een curieuze decoratie bij dit bedrijf is sinds 2003 een oud vliegtuig, een Douglas DC-6. Voorheen stond het toestel te Preußisch Oldendorf en was er vanaf 1969 een café in gevestigd.
Een middelgroot bedrijf, dat zelfrijdende voermengwagens en andere landbouwmachines maakt en ook naar Nederland exporteert, heeft zijn hoofdkantoor en een kleine productielocatie in Bad Laer.
Daarnaast is er enig midden- en kleinbedrijf, landbouw en bosbouw van hoogstens regionale betekenis.

## Geschiedenis
De plek, waar zich nu het centrum van Bad Laer bevindt, is blijkens archeologische vondsten waarschijnlijk al in de Midden-Steentijd door mensen bewoond geweest.
Laer wordt als Lodre voor het eerst in een document uit het jaar 851 vermeld. De plaats ontstond rondom twee kleine heuvels die op de plattegrond een cijfer 8 vormen. Het ene centrum was kerkelijk, en het andere centrum was een Thie, waar recht gesproken werd. Beide centrale plekken raakten omgeven door huizen. Deze historische nederzettingsstructuur is in het huidige dorpscentrum met zijn talrijke oude gebouwen nog goed herkenbaar.
In de 17e en 18e eeuw was Laer een regionaal centrum van linnenhandel; de huiswevers uit de omgeving hadden de reputatie, linnen van goede kwaliteit te maken.
In 1836 werd begonnen met het kuurbedrijf, vanwege de aanwezige keukenzouthoudende bronnen, waaraan geneeskrachtige eigenschappen worden toegeschreven. In 1938 en 1973 werden nog twee minerale bronnen aangeboord, waarvan de laatste met een relatief hoog zoutgehalte.
De gemeente kreeg in 1975 het recht, als erkend kuuroord, de aanduiding Bad voor de plaatsnaam te voegen.
In 2010 werd het kuurpark vernieuwd en uitgebreid met o.a. een overdekte hal om de geneeskrachtige dampen in te ademen (gradeerwerk), een blotevoetenpad en een watertrappelbassin voor Kneippkuren.

## Religieuze monumenten
- De Maria-Geboortekerk (Bad Laer)
- Nabij de van verre zichtbare lindenboom, waarin een kansel is uitgehakt (preek-linde), en die staat aan de weg van Bad Laer naar Glandorf, is een  kruisweg aangelegd. De katholieke gelovigen vinden langs de ene kant van de weg stèles met de 14 kruiswegstaties, en aan de andere zijde beeltenissen van de 14 Noodhelpers. Aan het einde van de kruisweg is een gebeeldhouwde calvariegroep aanwezig. Rond Goede Vrijdag vinden hier regelmatig rooms-katholieke processies plaats en andere godsdienstoefeningen.
- Ramsede was voor de Reformatie in de 16e eeuw, en is sinds 1991 weer een klein bedevaartsoord ter ere van St. Antonius van Egypte. De plaats zou volgens sommigen oorspronkelijk een Germaans heiligdom zijn geweest ter ere van Wodan en zijn raven Huginn en Muninn. Na de kerstening in de 8e of 9e eeuw werd een Germaans religieus festival, waarin de raaf een rol gespeeld kan hebben, tot een christelijke processie omgevormd. Ook van St. Antonius van Egypte (St. Antonius Abt) wordt gezegd, dat hij zich van Godswege door een raaf brood liet brengen. In de 14e eeuw, ten tijde van de Zwarte Dood, werd de bedevaart tijdelijk geïntensiveerd, omdat men geloofde, dat deze heilige wonderbaarlijke genezingen van de pest teweeg zou kunnen brengen.  De bedevaarten in Ramsede zijn doorgaans gekoppeld aan die te Telgte.

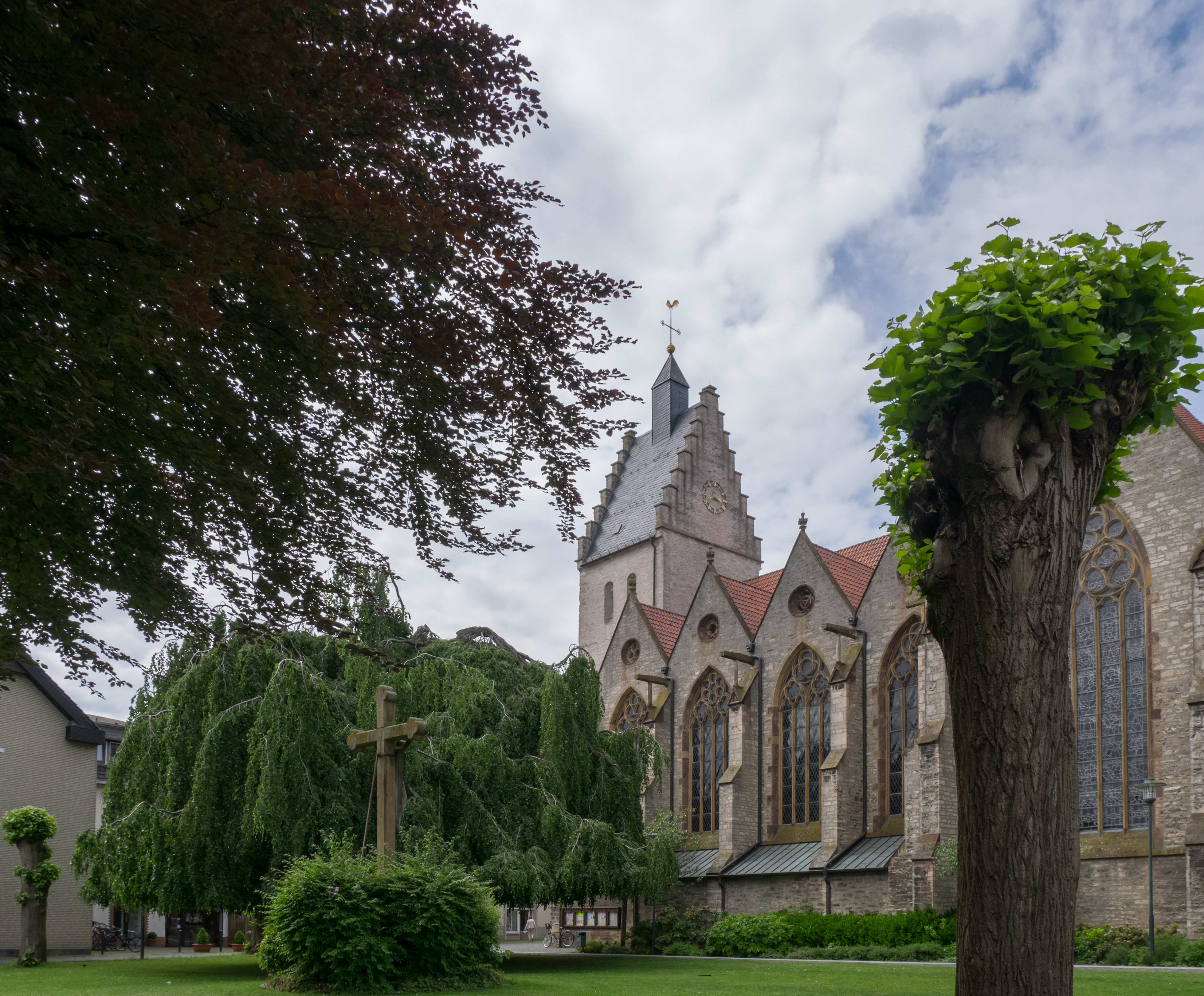
Maria-Geboortekerk (1)
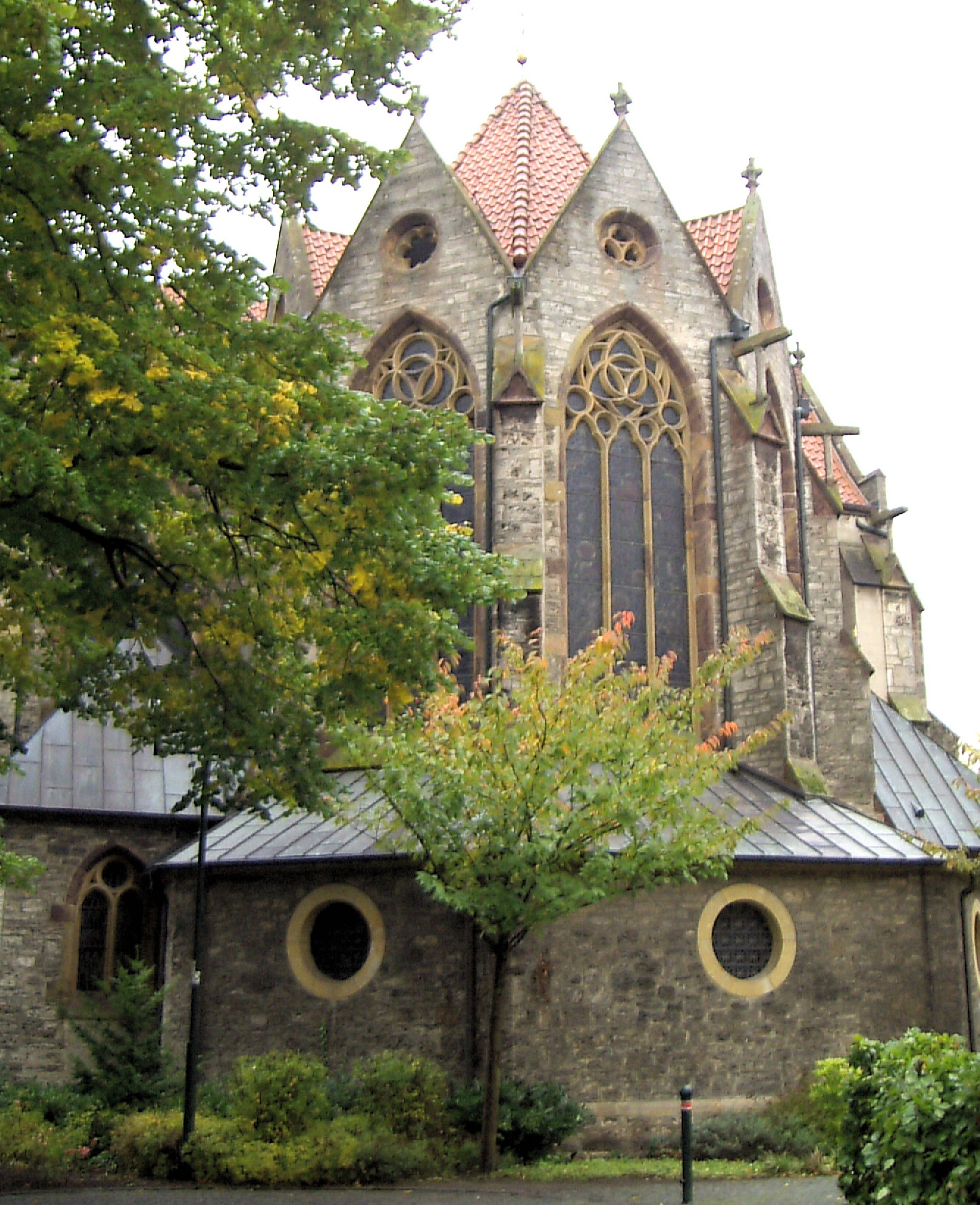
Maria-Geboortekerk (2)
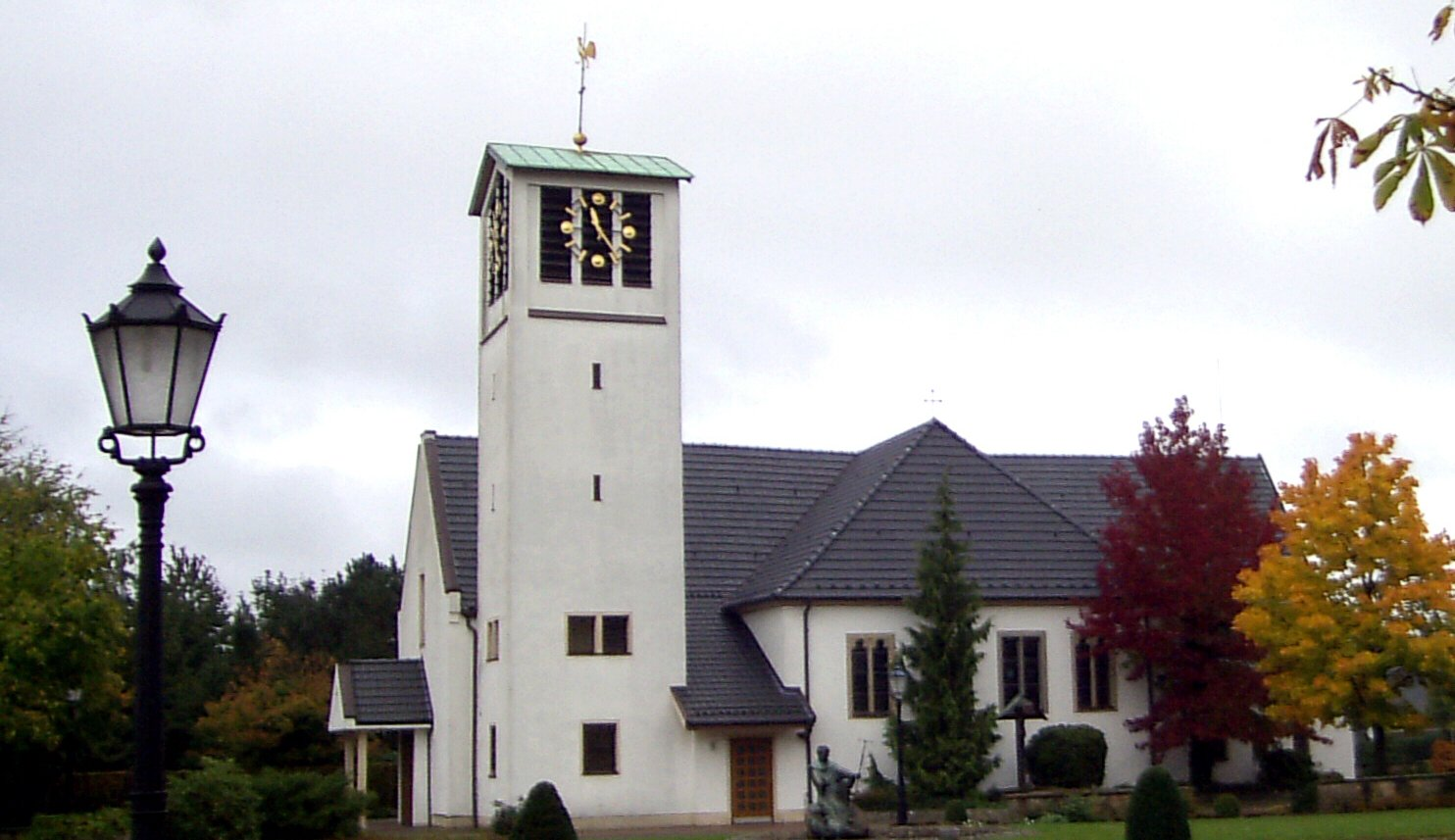
R.K. St. Antoniuskerk, Remsede
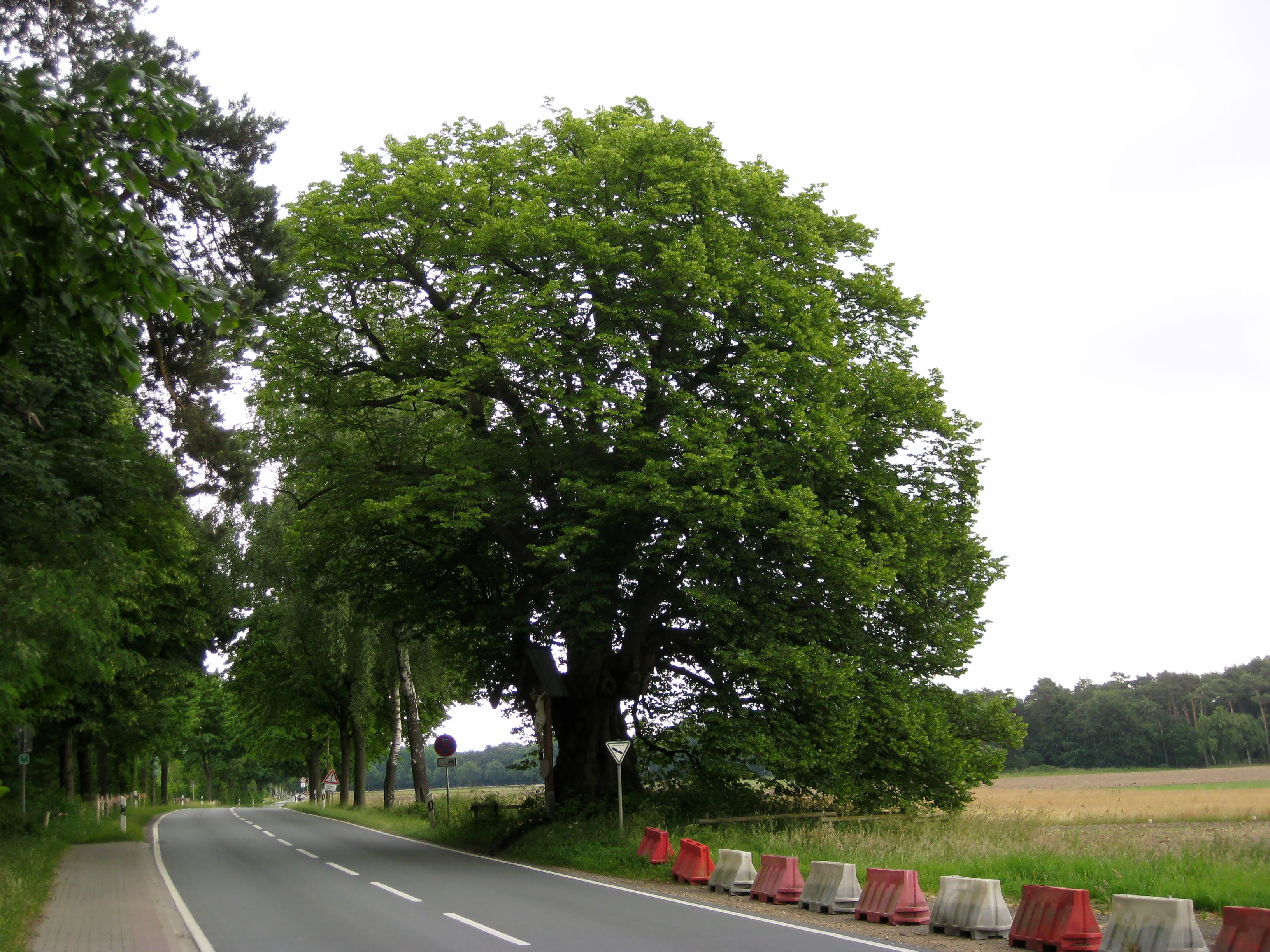
De preek-linde aan de Glandorfer Straße
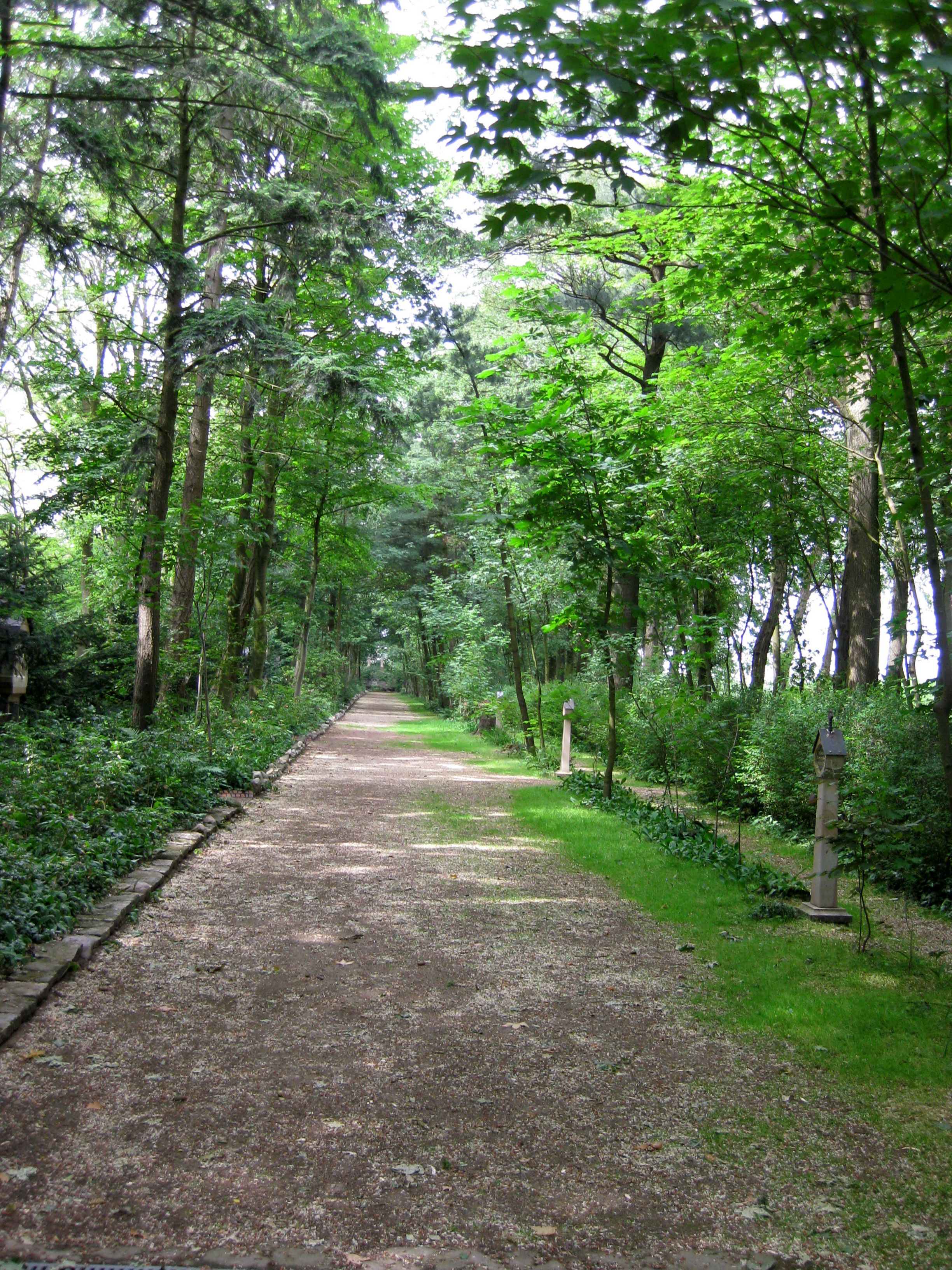
De kruisweg van Hardensetten
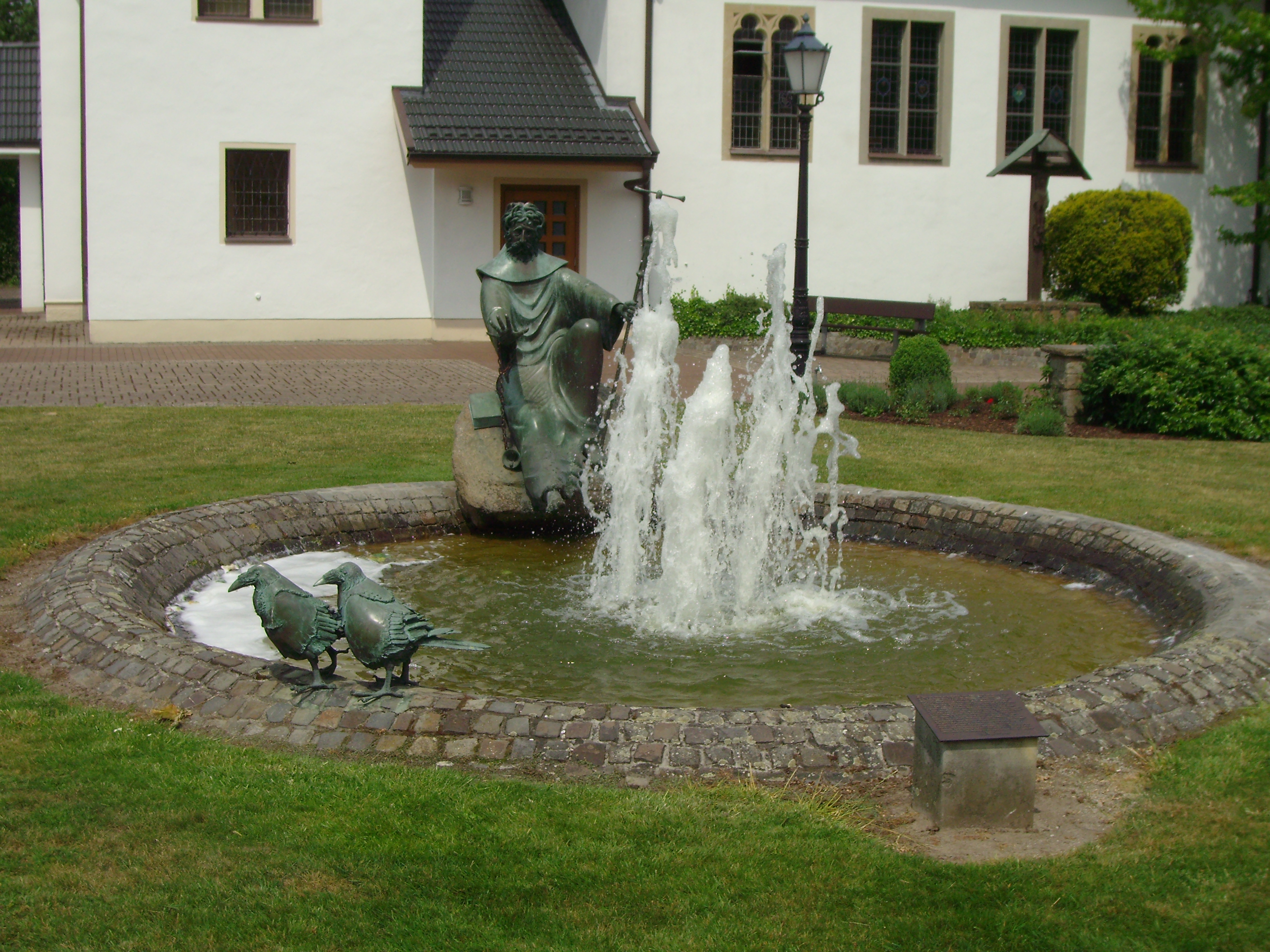
Beeld te Ramsede: Sint Antonius en de raven

## Bezienswaardigheden, recreatie
- Het fraaie kuurpark van Bad Laer met diverse statige gebouwen en een haltepunt van de toeristische treintjes
- In de zomer en ook wel daarbuiten in de weekends kan men toeristische ritten maken met historische railbussen van de Osning-Bahn (van en naar Bielefeld)  of stoomtreinen van de Teuto-Express.
- Wandelen en fietsen in het Teutoburger Woud
- Streekmuseum in de voormalige pastorie

## Afbeeldingen

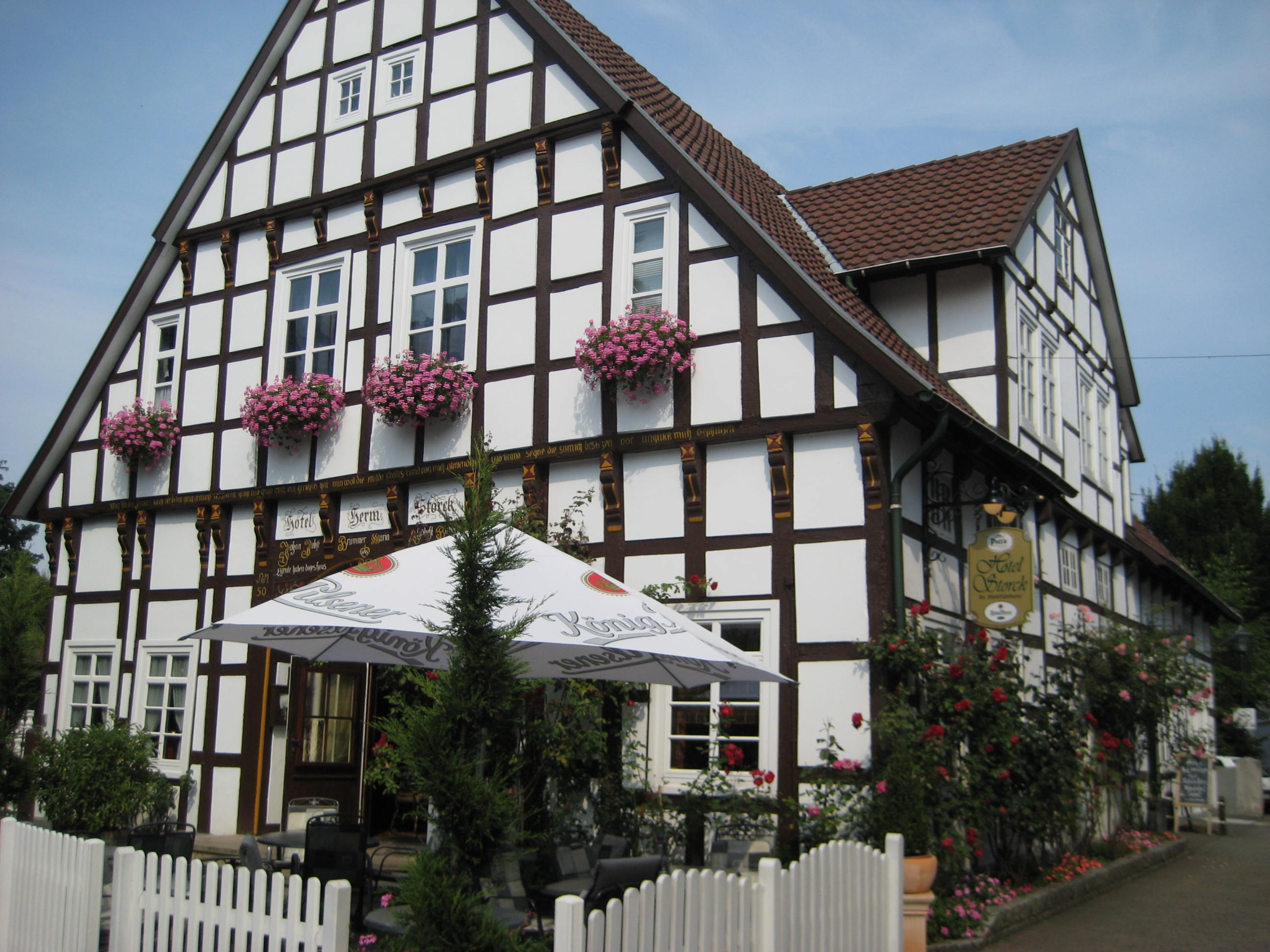
Vakwerkhuis in Bad Laer, bouwjaar 1768
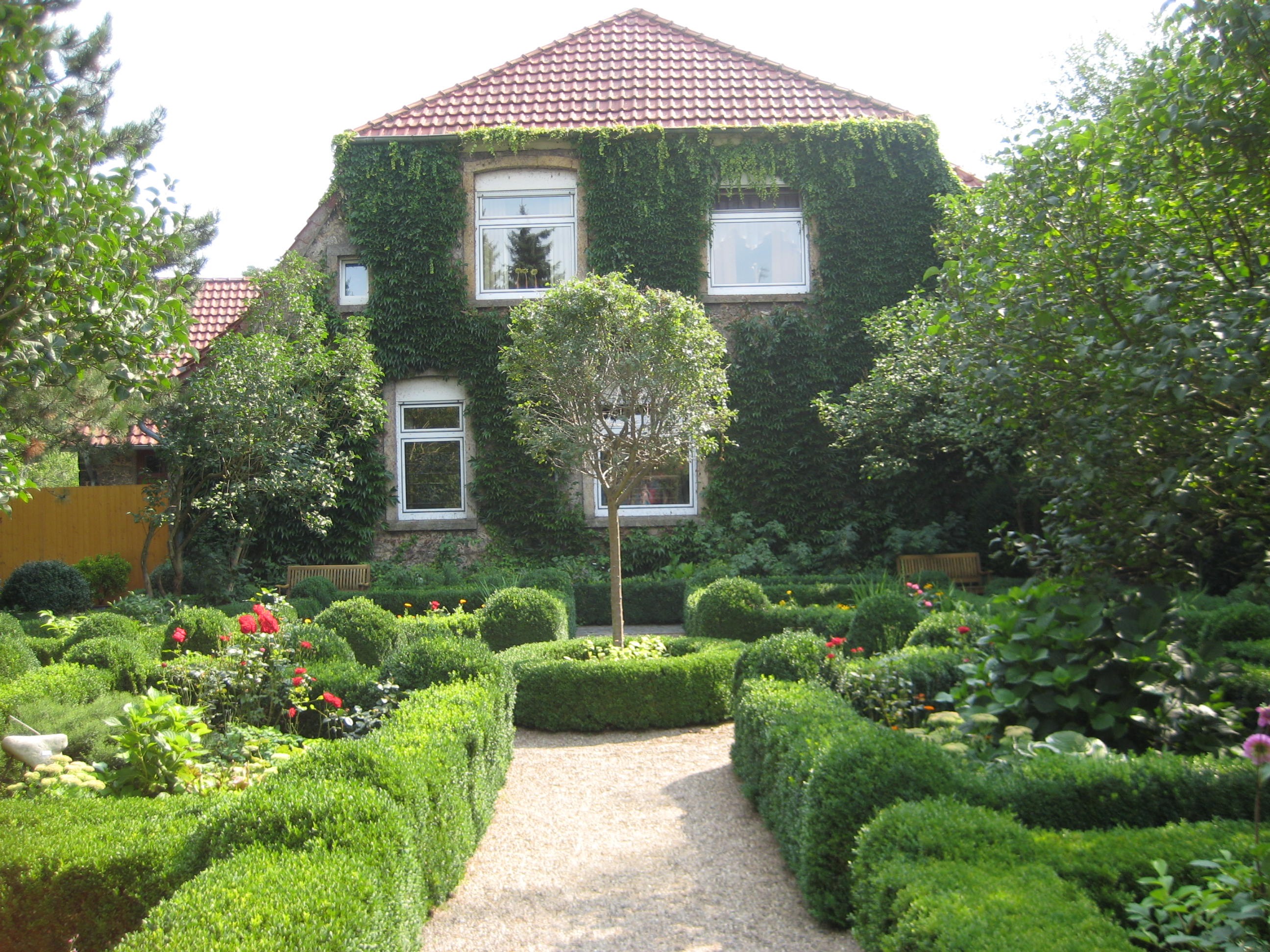
Voormalige pastorie van de Maria-Geboortekerk (streekmuseum)
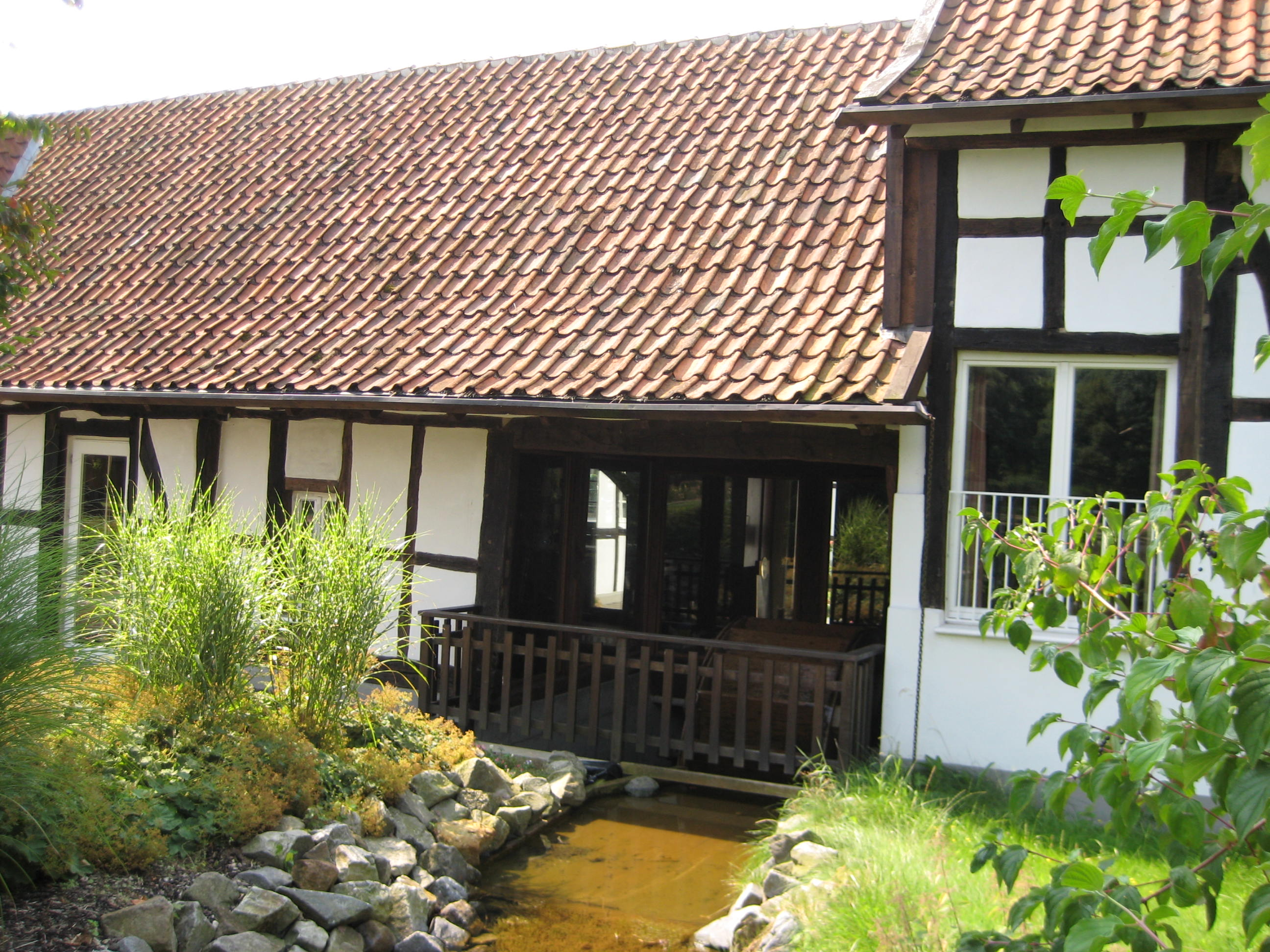
Voormalige watermolen bij het kuurpark
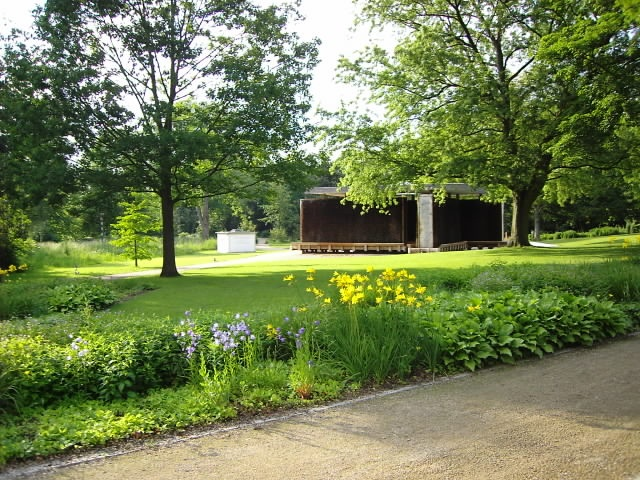
Bron en gradeerwerk in het kuurpark
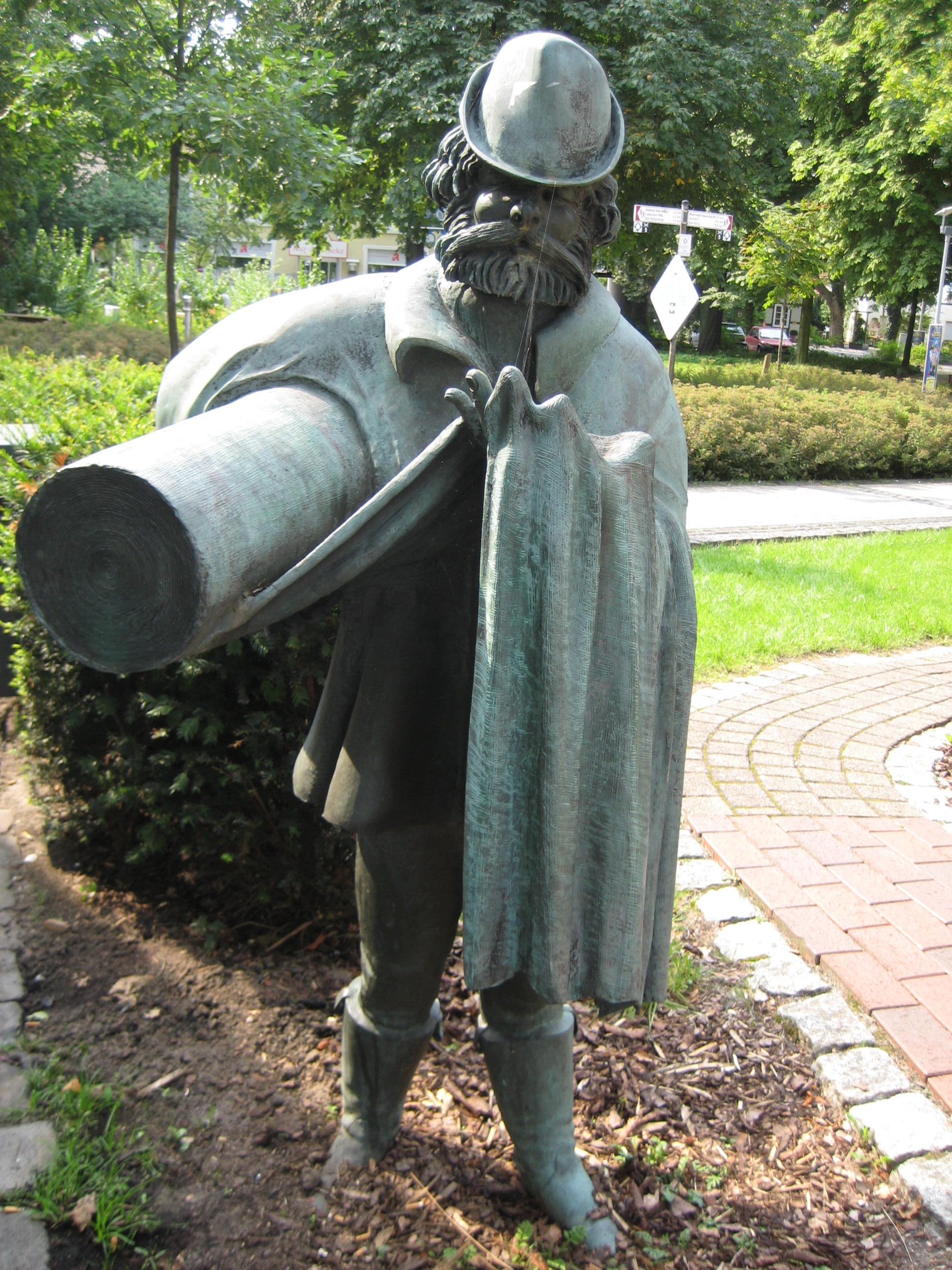
Standbeeld De linnenkoopman op de plaats van de voormalige Legge
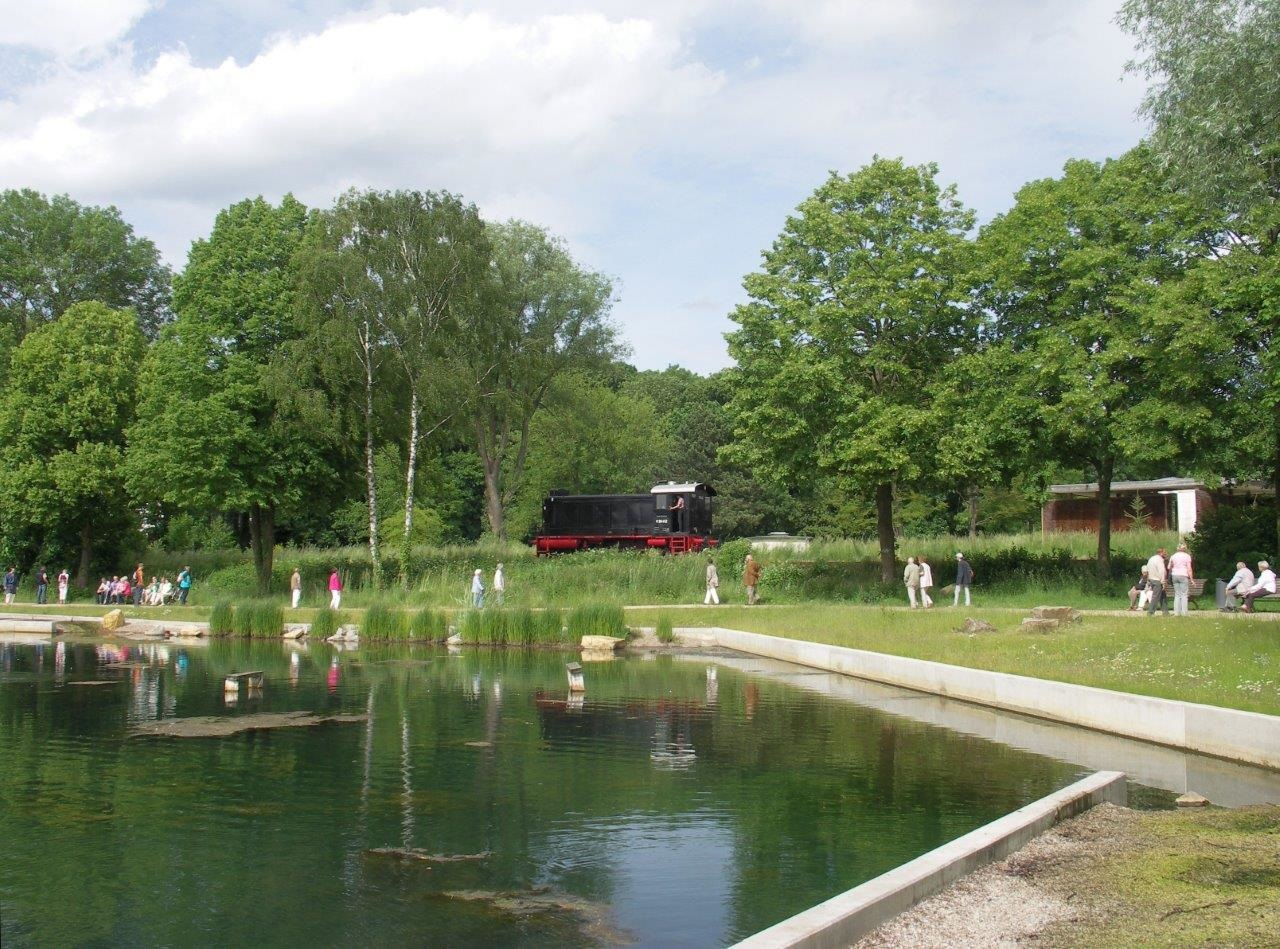
Kuurpark  met „Teuto-Express“-Locomotief
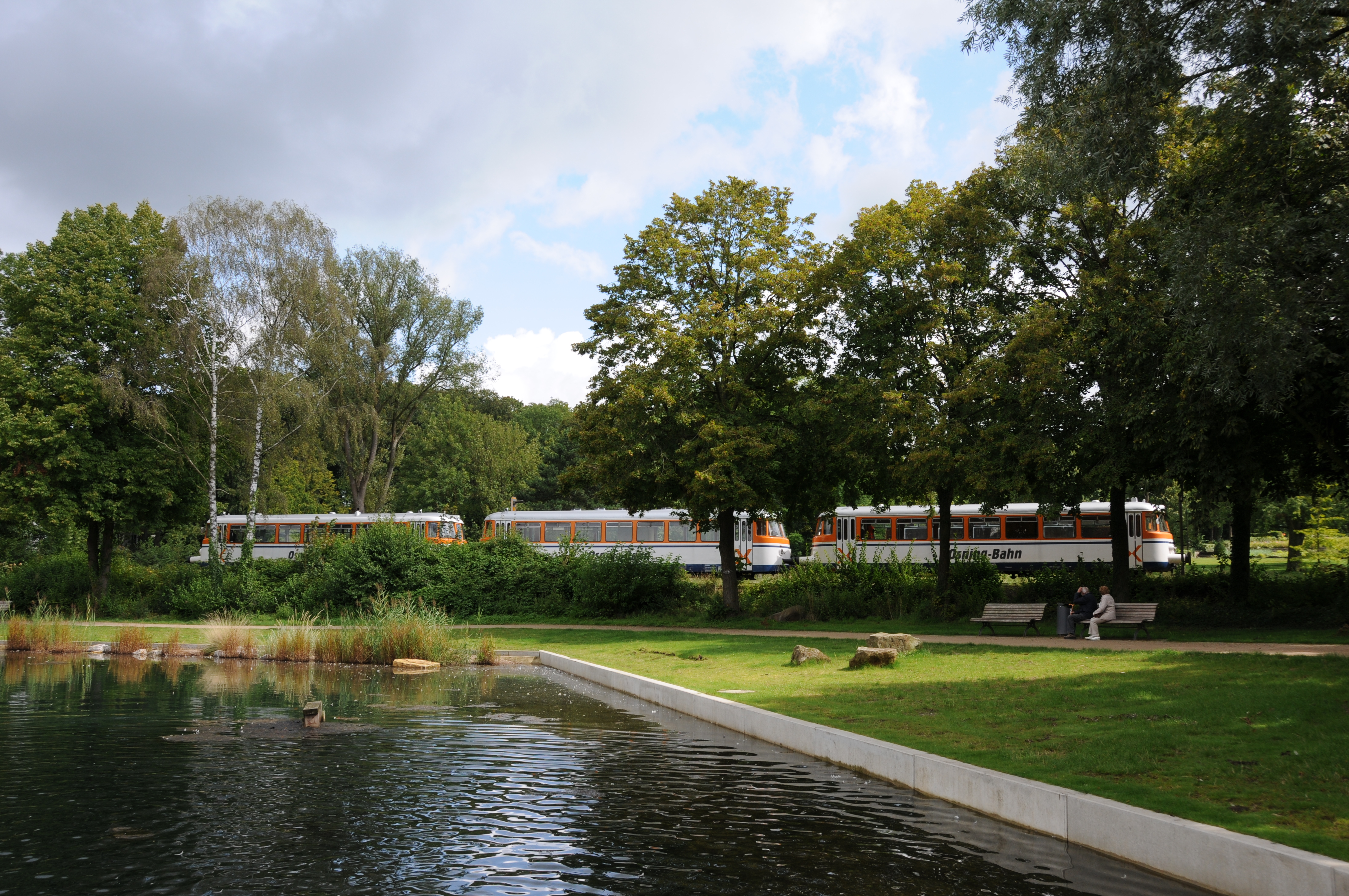
Vijver Glockensee in het Kurpark met railbus van de Osning-Bahn (1)
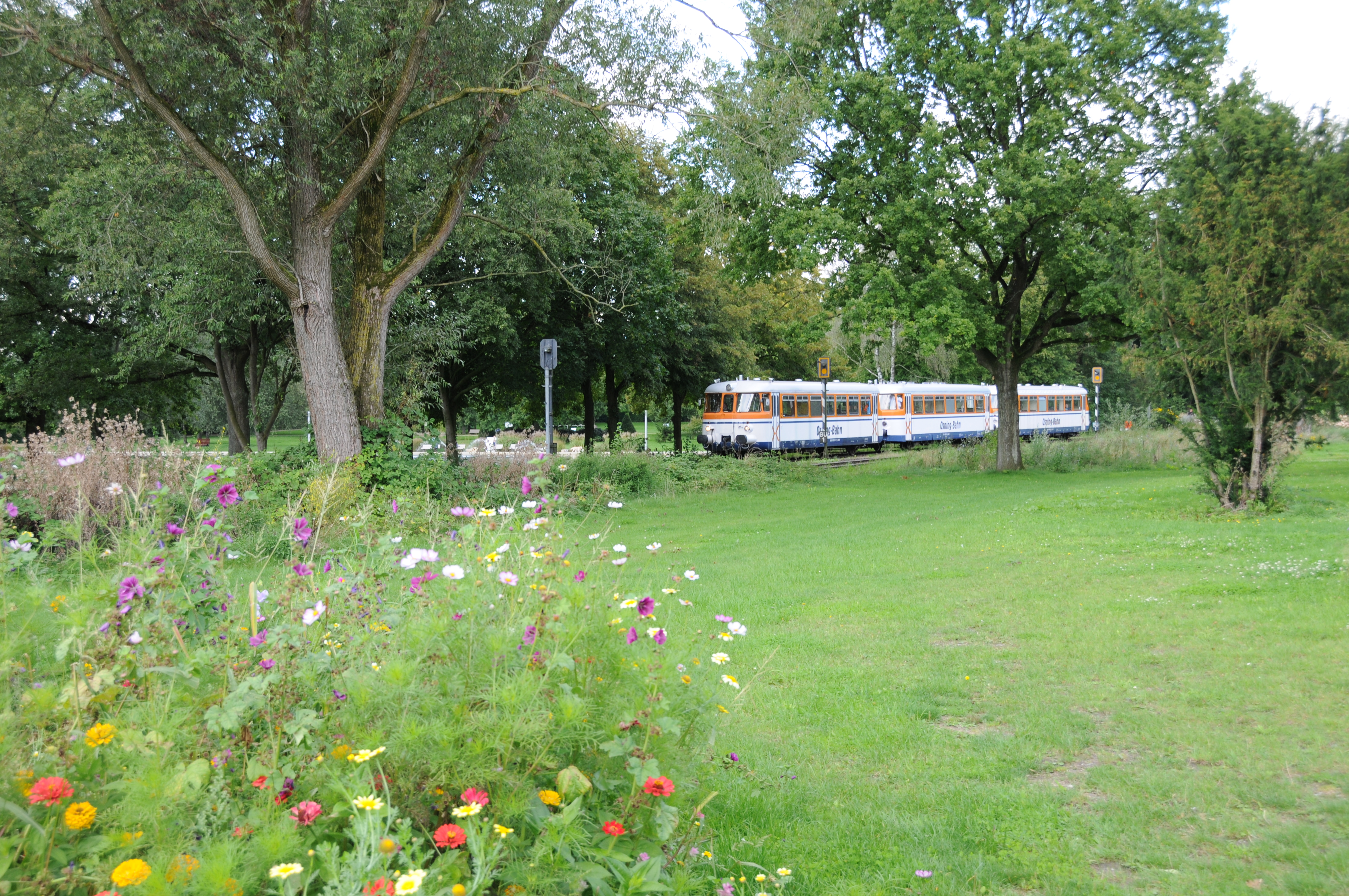
Kuurpark  met railbus van de Osning-Bahn (2)
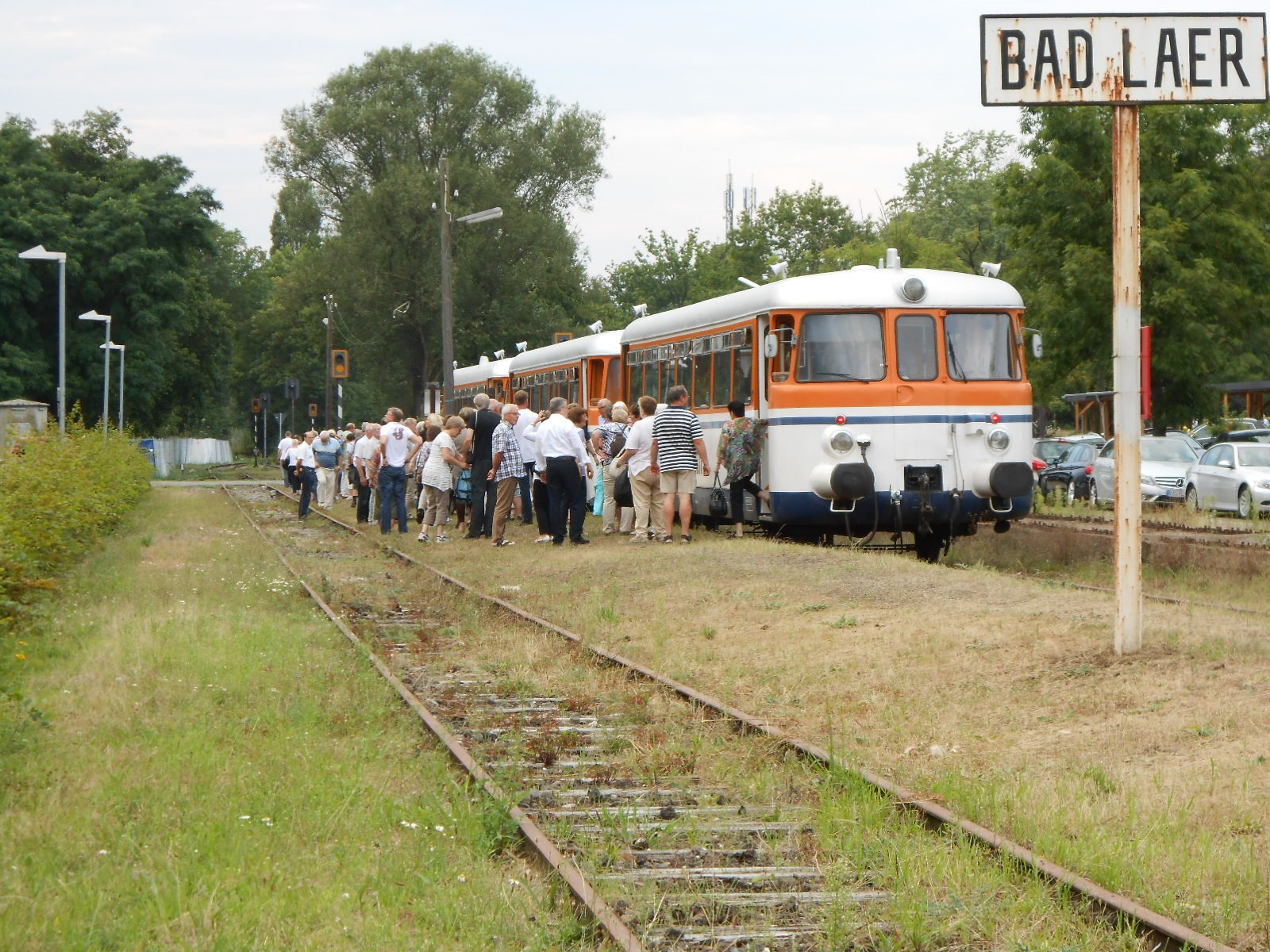
Railbus van de Osning-Bahn
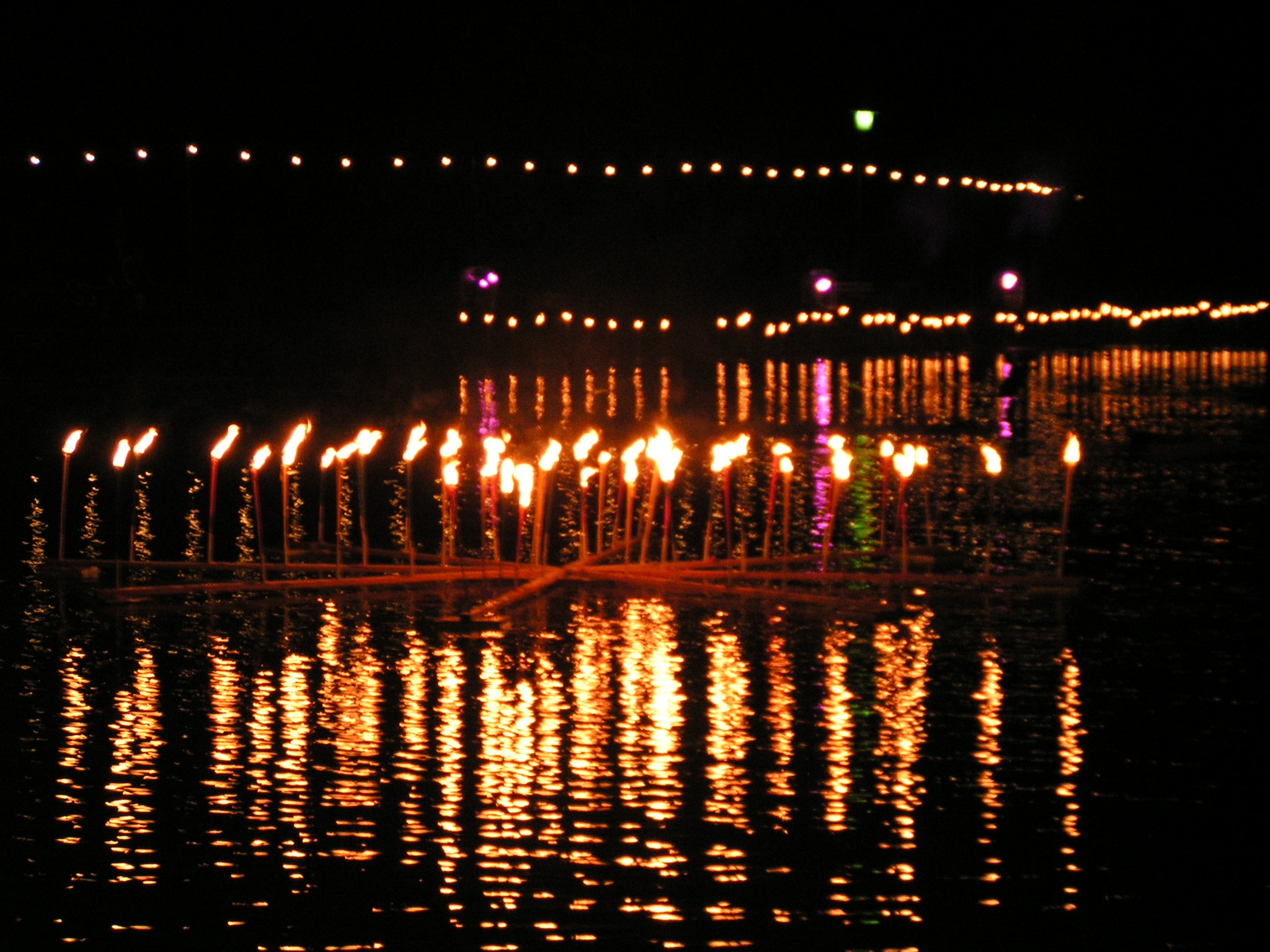
Fakkelfeest (jaarlijks begin augustus)
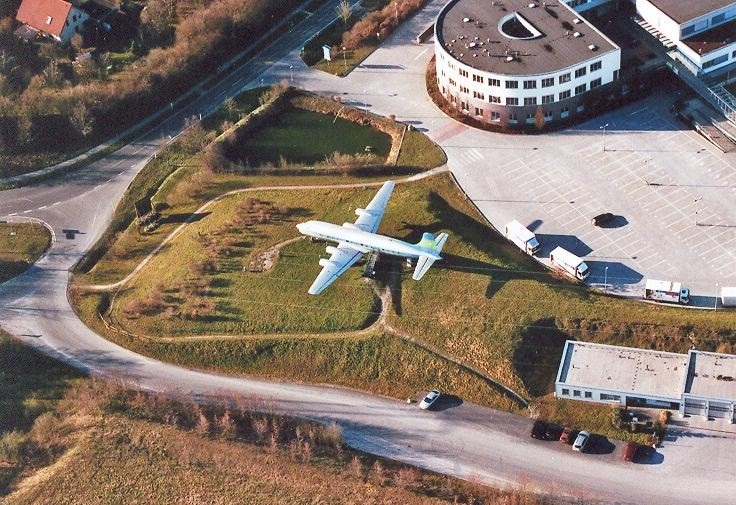
De Sanicare-DC6 bij het gezondheidscentrum in Bad Laer

## Partnergemeentes
Osterfingen, gemeente Wilchingen in het Kanton Schaffhausen, Zwitserland , sinds 2003.

## Geboren
- Anna Recker (1949), Duits-Luxemburgs schilder en tekenaar

- Gemeinsame Normdatei: 4034041-7
- Library of Congress Control Number: n2002030229
- Nationale Bibliotheek van Israël: 987007471780905171
- Virtual International Authority File: 130378187
- WorldCat: E39PBJp9yGhT7F9qkVdFxrKTpP

Alfhausen · 
Ankum · 
Bad Essen · 
Bad Iburg · 
Bad Laer · 
Bad Rothenfelde · 
Badbergen · 
Belm · 
Berge · 
Bersenbrück · 
Bippen · 
Bissendorf · 
Bohmte · 
Bramsche · 
Dissen am Teutoburger Wald · 
Eggermühlen · 
Fürstenau · 
Gehrde · 
Georgsmarienhütte · 
Glandorf · 
Hagen am Teutoburger Wald · 
Hasbergen · 
Hilter am Teutoburger Wald · 
Kettenkamp · 
Melle · 
Menslage · 
Merzen · 
Neuenkirchen · 
Nortrup · 
Ostercappeln · 
Quakenbrück · 
Rieste · 
Voltlage · 
Wallenhorst